# Iris Illievich
Iris Illievich (* 7. Januar 1992 in Wien) ist eine österreichische Schauspielerin.

## Leben
Iris Illievich absolvierte ihr Schauspielstudium an der 1st filmacademy Wien und schloss es 2017 erfolgreich ab.
Während des Studiums stand sie unter anderem von 2016 bis 2018 auf Burg Lockenhaus in Dracula unter der Regie von Thomas Koziol und 2017 in Nach dem Regen von Sergi Belbel  am Theater Center Forum unter der Regie von Alexandra-Maria Timmel auf der Bühne.
Seither stand sie für zahlreiche Kurzfilme vor der Kamera und übernahm unter anderem die Rolle der Linda Dresen in Gute Zeiten, schlechte Zeiten. Zuletzt stand sie gemeinsam mit Maximilian Grill für den Kurzfilm Spreetaufe unter der Regie von Gwendoline Böttger vor der Kamera.
Iris Illievich lebt in Berlin.

## Filmografie
- 2018: Eichwald, MdB
- 2018: Grenzgänger
- 2018: Flimmer (Kurzfilm)
- 2018: Babsi Blau
- 2018: Fading
- 2018: Der Kriminalist
- 2018: Isolation (Kurzfilm)
- 2019: The Photo Machine (Kurzfilm)
- 2019: Megalodon (Kurzfilm)
- 2019: (Un)done (Kurzfilm)
- 2019: Danke (Kurzfilm)
- 2019: Open for Questions (Kurzfilm)
- 2019: Hochhauspoeten (Kurzfilm)
- 2019: Gute Zeiten, schlechte Zeiten
- 2019: Ich hab da was vergessen (Kurzfilm)
- 2020: Spreetaufe (Kurzfilm)
- 2020: Call me Love (Kurzfilm)
- 2021: Friends
- 2022: K11 – Die neuen Fälle

## Theater
- 2006: Das Gespenst von Canterville
- 2016–2018: Dracula
- 2017: Nach dem Regen

## Synchronrollen
- 2018: Dark Social